# فتاة بيضاء (فلم 2008)
فتاة بيضاء (بالإنجليزية:White Girl) هو فيلم بريطاني من إنتاج هيئة الإذاعة البريطانية عام 2008 ومن تأليف آبي مورغان والفيلم يصور عائلة بيضاء انتقلوا من منطقة ليدز التي يعيش فيها سكان بريطانيا البيض إلى منطقة برادفورد التي تتألف من سكان جنوب آسيا وأيضا قصة الفيلم تدور حول فتاة من تلك العائلة تتحول إلى الديانة الإسلامية ومحاولة والداها من الخروج من الإسلام والعودة إلى الالحاد.

## قصة الفيلم
ديبي، أمٌّ عزباء من الطبقة العاملة من ليدز، تنتقل مع عائلتها إلى برادفورد، حيث يجدون أنفسهم في أقلية عرقية. إذ يغلب على الحي الطابع الإسلامي، ويوجد مسجد بقرب منزلهم. يجب على ابنتها ليا التكيف مع كونها الفتاة البيضاء الوحيدة في المدرسة.

## الممثلون
- آنا ماكسويل مارتن.
- هولي كيني.

## روابط خارجية
- مقالات تستعمل روابط فنية بلا صلة مع ويكي بيانات